# Lido di Ostia Levante

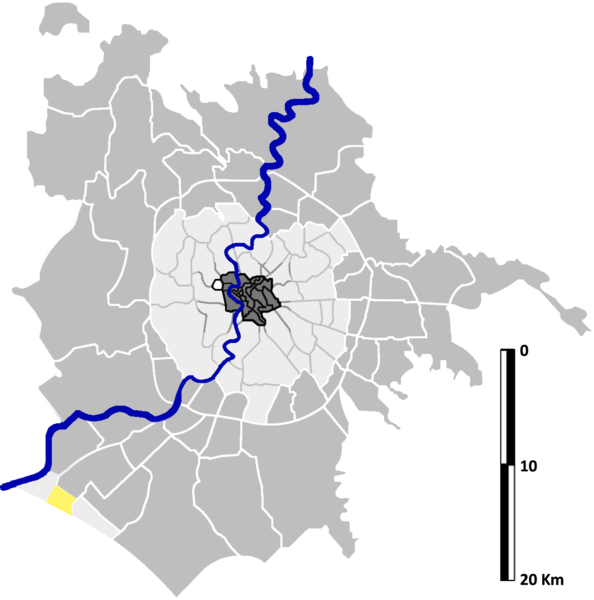
Quartiere Lido di Ostia Levante

Lido di Ostia Levante é o trigésimo-quarto quartiere de Roma e normalmente indicado como Q. XXXIV. Seu nome é uma referência à fração de Óstia da região metropolitana de Roma Capitale. A palavra italiana "lido" significa "praia".

## Geografia
O quartiere de Lido di Ostia Levante fica no litoral do Mar Tirreno, completamente separado do centro da cidade de Roma. Suas fronteiras são:
- a nordeste está a zona urbana Z. XXXIV Casal Palocco, separada pela Viale dei Promontori inteira, da via Punta del Saraceno até a Via Mar dei Caraibi, e outras em linha reta até o Canale di Castel Fusano na altura da Via Mar Rosso.
- a leste está o quartiere Q. XXXV Lido di Castel Fusano, separado pelo Canale di Castel Fusano, da via Mar Rosso até o mar Tirreno.
- a sudoeste está o Mar Tirreno, da foz do Canale di Castel Fusano até a Piazza dei Ravennati ("Rotonda").
- a oeste está o quartiere Q. XXXIII Lido di Ostia Ponente, separado pela Piazza dei Ravennati, pela Viale della Marina, pela Viale Capitan Consalvo e pela Via Ostiense até a altura da Via Capo dell'Argentiera.

Fica neste quartiere o bairro histórico de Borghetto dei Pescatori.

## História
Lido de Ostia Levante foi instituído oficialmente em 13 de setembro de 1961 a partir de uma subdivisão do Lido di Ostia (criado em 1940 e antes chamado de "Lido di Roma"), mas já existia desde maio de 1933.

## Vias e monumentos
- Riserva Naturale Litorale Romano‎
- Via Ostiense

## Edifícios

### Palácios evillas
- Palazzo del Governatorato[1]
- Palazzo del Pappagallo[2][3]

### Outros edifícios
- Collegio Nautico IV Novembre[4]

### Igrejas
- Santa Maria Regina Pacis
- San Nicola di Bari
- San Nicola al Villaggio dei Pescatori